# 陽蹻脈
陽蹻脈（ようきょうみゃく）は経絡の一つ。足の太陽の別脈、その脈、踝中に起こり、外果の下、足の太陽の申脈穴に出、外果の後循って僕参穴を本と為す。上って外果の上3寸、跗陽穴を以って郄と為す。直下して股の外廉を循り脅（腋下より肋骨尽くるところ）の後、上腕の内側を循り、臑兪穴にして手の太陽と陽維とに会す。
肩の外廉を上行し、巨骨穴で手の陽明、肩髃穴で手の陽明、少陽と会す。人迎を上り、口吻を挾み、地倉穴で手足の陽明と任脈に会す。足の陽明を上り、巨髎穴に行く。また承泣穴にて任脈と会し、目の内眥に至って手足の太陽、足の陽明、陰蹻五脈と睛明穴に会す。睛明穴より上行して髪際に入り、耳の後を下り、風池穴に入って終わる。
申脈→僕参→跗陽→居髎→臑兪→巨骨→肩髃→地倉→巨髎→承泣→睛明→風池
宗穴-申脈　郄穴-跗陽